# Перший мільйон
 Пе́рший мільйо́н (інша назва — Хто хоче стати мільйонером? — Перший мільйон) — український аналог однієї з найпопулярніших телевізійних ігор у світі «Who Wants to Be a Millionaire?», транслювався на телеканалі «1+1» з 10 листопада 2000 по 20 січня 2006 року. Ведучі: Данило Яневський (з 10 листопада 2000 по 22 червня 2002 року), Анатолій Борсюк (з 12 квітня по 26 грудня 2003 року) і Остап Ступка (з 15 січня 2005 до 20 січня 2006 року)

## Історія гри
Уперше українська версія гри вийшла на телеканалі 1+1 10 листопада 2000 року, гру вів Данило Яневський, 2003 року Анатолій Борсюк, а 2005⁣—2006 роках ведучим був Остап Ступка. За 5,5 років телетрансляції гри відповідь на п'ятнадцяте запитання дали лише двоє учасників: Сергій Карабінський (6 червня 2003 року) та Святослав Вакарчук (22 січня 2005 року).

## Хто хоче стати мільйонером?
13 жовтня 2021 року стало відомо про перезапуск цієї телевізійної гри під назвою «Хто хоче стати мільйонером?» на ICTV. Телеканал відкрив кастинг на шоу й очікує перших сміливців, які заповнять анкету на участь. 9 листопада 2021 року телеканал ICTV розкрив ім'я нового ведучого — ним став народний артист України Станіслав Боклан. Також стало відомо, що прем'єра першого сезону нового шоу відбулася 29 листопада 2021 року на ICTV. Прем'єра другого сезону відбулася 21 жовтня 2024 року, а 1 вересня 2025 року третього сезону відбудеться на телеканалі ICTV2.

## Правила

### Телефонна реєстрація
Для участі у грі потрібно пройти телефонну реєстрацію, де треба дати правильну відповідь на конкурсне запитання. З тих претендентів, хто обере правильну відповідь, створюється комп'ютерна база даних потенційних гравців, а вже з них комп'ютер за допомогою генератора випадкових чисел щомісячно формує групу зі 100 осіб для наступного етапу відбору.

### Телегра
Для кожної гри відбираються 10 гравців (+2 резервні, на випадок, якщо котрийсь з основних учасників не зможе вийти на гру).

### Відбірковий етап гри (відбірковий тур)
На початку гри з 10 гравців обирається один, а саме той, хто найшвидше виконає нескладне інтелектуальне завдання. Саме він дістає змогу відповідати на основні 15 запитань та претендувати на грошовий приз за правильні відповіді. Під час гри кожен з 10 гравців має декілька шансів стати основним, оскільки відбірковий тур за певних умов може проводитися повторно. З 2021 року, відбірковий тур було скасовано, тепер, гравців могли запросити в студію, але було залишено фінальну сирену.

### Основний етап гри
Після цього розпочинається основний етап гри, під час якого ведучий послідовно пропонує гравцеві ряд (максимум 15) запитань та по чотири варіанти відповіді на кожне з них. За кожну правильну відповідь гравець дістає певний грошовий приз. Рівень складності запитань поступово зростає, проте кожне наступне «коштує» більше, ніж попереднє, та ставиться воно тільки після того, як було дано відповідь на попереднє. Отак, розмір призу зростає від 50 до 1 000 000 гривень.
| Запитання | Суми виграшів у 2000—2002 та у 2003 роках | Суми виграшів у 2005—2006 роках | Суми виграшів у 2021 році |
| --------- | ----------------------------------------- | ------------------------------- | ------------------------- |
| 15        | 1 000 000 гривень (або випадкової валюти) | 1 000 000 гривень               | 1 000 000 гривень         |
| 14        | 500 000 гривень (або випадкової валюти)   | 250 000 гривень                 | 500 000 гривень           |
| 13        | 250 000 гривень (або випадкової валюти)   | 64 000 гривень                  | 200 000 гривень           |
| 12        | 125 000 гривень (або випадкової валюти)   | 32 000 гривень                  | 150 000 гривень           |
| 11        | 64 000 гривень (або випадкової валюти)    | 16 000 гривень                  | 75 000 гривень            |
| 10        | 32 000 гривень (або випадкової валюти)    | 8 000 гривень                   | 50 000 гривень            |
| 9         | 16 000 гривень (або випадкової валюти)    | 4 000 гривень                   | 40 000 гривень            |
| 8         | 8 000 гривень (або випадкової валюти)     | 2 000 гривень                   | 30 000 гривень            |
| 7         | 4 000 гривень (або випадкової валюти)     | 1 000 гривень                   | 20 000 гривень            |
| 6         | 2 000 гривень (або випадкової валюти)     | 500 гривень                     | 10 000 гривень            |
| 5         | 1 000 гривень (або випадкової валюти)     | 250 гривень                     | 5 000 гривень             |
| 4         | 500 гривень (або випадкової валюти)       | 200 гривень                     | 2 000 гривень             |
| 3         | 300 гривень (або випадкової валюти)       | 150 гривень                     | 1 000 гривень             |
| 2         | 200 гривень (або випадкової валюти)       | 100 гривень                     | 500 гривень               |
| 1         | 100 гривень (або випадкової валюти)       | 50 гривень                      | 100 гривень               |

#### Підказки
У ході гри гравець має право на 3 підказки (з 2021 та 2024 року, 4 підказки):
- 50:50 (комп'ютер «прибирає» два неправильних варіанти),
- «Допомога залу» (голосування глядачів у студії мусить допомогти із вибором відповіді), у 2021 та 2024 роках у зв'язку з пандемією COVID-19 та вторгненням Росії на Україну, замінено на підказку «+1», від спонсора гри-компанії «Cosmolot», ця ж підказка застосовувалася у 2024 році від спонсора гри — води ReO.
- «Дзвінок другу» (можливість отримати підказку телефоном). У 2000—2002 роках друг-підказчик за правильну підказку міг отримати мобільний телефон від спонсорів підказки-компанії/оператора зв'язку UMC та «Київстар», а у 2005—2006 роках — від компанії «Samsung»
- Заміна питання (Заміняє питання, якщо для гравця виявиться складним), Кожну з трьох (з 2021 року — чотирьох) підказок гравець може скористатися лише один раз, проте у будь-якому порядку та у будь-який момент гри, відповідаючи на різні або на одне й те ж саме запитання. Використання підказок не впливає на розмір належної суми виграшів.[6]

Якщо гравець сумнівається, чи зможе правильно відповісти на запитання, він має право забрати гроші та припинити гру, до того моменту, поки не дасть остаточну відповідь.
У випадку, якщо гравець дасть неправильну відповідь на 1-5 запитання, він вибуває з гри без виграшу. Якщо це станеться на момент 6 — 10 запитання, він отримає неспалиму суму за п'яте запитання, якщо ж він дістався 11 — 15 запитань, то, в разі неправильної відповіді на якесь з запитань, він вибуває з гри, одержавши неспалиму суму за десяте запитання.
У разі, якщо основний гравець вийшов з гри, не діставшись 15 рівня, ведучий може запропонувати дев'ятьом гравцям, що залишилися, знову пройти відбірковий тур та визначити основного гравця, після чого гра перебігатиме у тій самій послідовності, що й з попереднім основним гравцем.
У випадку, якщо гравець зберігає право на продовження гри, а час у студії вичерпано (про це сповіщає фінальна сирена), гра переривається та цей самий гравець продовжує її у наступному сеансі.

## Переможці
- Сергій Карабінський, 1 мільйон молдавських лей (372 000 гривень), ефір відбувся 6 червня 2003 року
- Святослав Вакарчук, 1 мільйон гривень, ефір відбувся 22 січня 2005 року
- Олег Мороз, 1 мільйон гривень, ефір відбувся 22 грудня 2021 року
- Руслан Стоколос, 1 мільйон гривень, ефір відбувся 9 грудня 2024 року

## Великі виграші
- Богдан Ступка, 250 000 гривень — ефір відбувся 15 січня 2005 року
- Олександр Онофрійчук, 200 000 гривень — ефір відбувся 1 грудня 2021 року

## Виграші
- Микола Орлов, 8000 мальдівських руфій (приблизно 3000-3200 гривень), ефір відбувся 26 грудня 2003 року

## Цікаві факти
- 31 грудня 2000 року та 1 січня 2001 року було показано спеціальний новорічний випуск гри, у якому взяли участь ведучі каналу 1+1.
- 31 грудня 2001 року показали інший новорічний випуск гри, в якому взяли участь учасники КВК — Володимир Зеленський та Юрій Крапов.
- 2003 року, коли гру вів Анатолій Борсюк, виграш був не у гривнях, а у валюті, яку обере у резервуарі з кульками гравець (у середині яких містилася назва валюти) (зазвичай валюти були дешеві). Наприклад, перший переможець гри, киянин Сергій Карабінський, отримав виграш в одному мільйоні молдавських лей (372 тисячі гривень), а після сезону 2005, коли ведучим став Остап Ступка та суми виграшів зменшилися приблизно у 2-4 рази, «грошове дерево» української версії стало найбіднішим у світі.

## Виноски
1. ↑  На ICTV з'явиться легендарне шоу. Архів оригіналу за 28 жовтня 2021. Процитовано 30 жовтня 2021.
2. ↑  ICTV розкрив ім’я ведучого Хто хоче стати мільйонером. life.fakty.com.ua (укр.). Архів оригіналу за 10 листопада 2021. Процитовано 10 листопада 2021.
3. ↑  Стало відомо, хто буде ведучим "Хто хоче стати мільйонером". news.obozrevatel.com (укр.). Архів оригіналу за 9 листопада 2021. Процитовано 10 листопада 2021.
4. ↑  Правила телевізійної гри «Перший мільйон» // Газета Аргументы и факты в Украине. — 2000. — № 47.
5. 1 2  Правила телевізійної гри «Перший мільйон» // Газета Аргументи і факти в Украинї. — 2000. — № 48.
6. 1 2 3  Правила телевізійної гри «Перший мільйон» // Газета Аргументи і факти в Украинї. — 2000. — № 49.